# James Peake

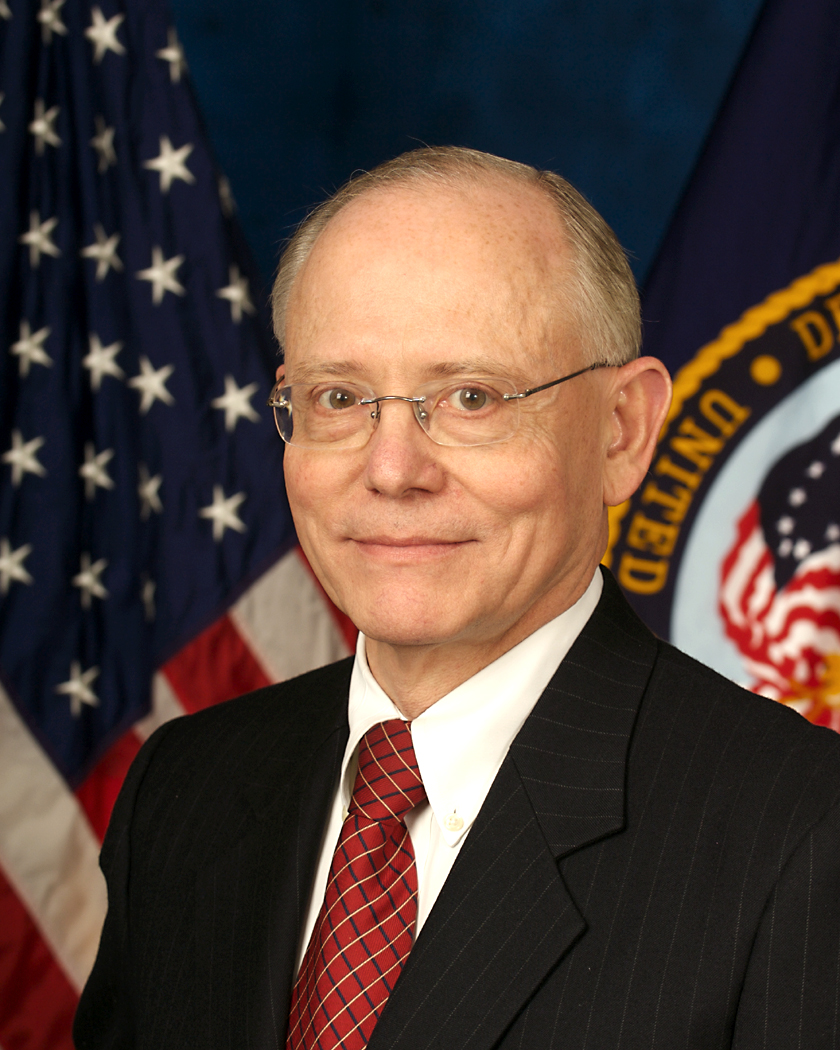
James Peake (2007)

James Benjamin Peake (* 18. Juni 1944 in St. Louis, Missouri) ist ein ehemaliger US-amerikanischer Generalleutnant, Surgeon General of the United States Army sowie Kriegsveteranenminister der Vereinigten Staaten.

## Biografie
Nach dem Schulbesuch studierte er an der US Military Academy in West Point und erwarb dort 1966 einen Bachelor of Science (B.S.). Nach einem Postgraduiertenstudium der Medizin an der Cornell University, das er 1972 mit einem Medical Doctor (M.D.) abschloss, trat er in den Militärmedizinischen Dienst der United States Army. 1988 war er zudem Absolvent des US Army War College in Carlisle.
Während seiner Laufbahn beim militärmedizinischen Dienst der US Army stieg er nach zahlreichen Verwendungen schließlich am 22. September 2000 zum Generalleutnant und Generalarzt des Heeres (Surgeon General of the United States Army) auf. Diese Funktion hatte er als Nachfolger von Ronald R. Blanck bis zu seiner Verabschiedung in den Ruhestand am 8. Juli 2004 inne.
Als Arzt war er darüber hinaus auch Fellow der Fachgesellschaften American College of Cardiology, American College of Surgeons sowie Society of Thoracic Surgeons.
Nach seinem Ausscheiden aus dem aktiven Militärdienst wurde er 2004 Executive Vicepresident und Chief Operating Officer (COO) des Project HOPE, einer 1958 gegründeten Non-Profit-Organisation und in mehr als 30 Staaten tätigen Organisation zur Verbesserung des Gesundheitswesens.
Am 20. Dezember 2007 wurde er schließlich von US-Präsident George W. Bush zum Kriegsveteranenminister (US Secretary of Veterans Affairs) in dessen Kabinett berufen, dem er bis zum Ende von Bushs Präsidentschaft am 20. Januar 2009 angehörte.

## Auszeichnungen
Auswahl der Dekorationen, sortiert in Anlehnung der Order of Precedence of Military Awards:
- Army Distinguished Service Medal (2 x)
- Silver Star
- Defense Superior Service Medal
- Legion of Merit (4 x)
- Bronze Star (2 x)
- Purple Heart (2 x)
- Meritorious Service Medal
- Air Medal
- Joint Service Commendation Medal
- Army Commendation Medal
- Combat Infantryman Badge
- Combat Distinguishing Device